# 吉祥庵駅
吉祥庵駅（きちしょうあんえき）は、南京市棲霞区燕子磯街道吉祥庵社区神農路と和燕路の交差点にある、南京地下鉄1号線の駅である。

## 駅名
事業着手当初は南京地下鉄集団は「吉祥庵駅」の仮称を用いており、2019年11月28日に「吉祥庵駅」を駅名として第一次公示され、2020年1月18日に第一次公示のより駅名が「吉祥庵駅」に決定したことが発表された。

## 歴史
- 2022年12月28日1号線の駅として開業[3]。

## 駅構造
島式ホーム1面2線の地下2層構造の駅である。
| 地下1階 | コンコース                 | 改札口、自動券売機、サービスセンター、駅商店、駅警備室、セキュリティ |  |
| 地下2階 | ●1号線                     | 八卦洲大橋南 行き（燕子磯・笆斗山 方面）                             |  |
|         | 島式ホーム、左側の扉が開く |                                                                      |  |
|         | ●1号線                     | 中国薬科大学 行き（新街口・安徳門 方面）                             |  |

### のりば
| 番線 | 路線            | 方面               | 行先             |
| ---- | --------------- | ------------------ | ---------------- |
|      | 南京地下鉄1号線 | 新街口・安徳門方面 | 中国薬科大学行き |
|      | 南京地下鉄1号線 | 燕子磯・笆斗山方面 | 八卦洲大橋南行き |

## 駅周辺
- 南京特殊教育師範学院
- 南京外国語学校仙林支校燕子磯キャンパス
- 南京市幕府山荘小学
- 吉祥庵社区居民委員会

## 隣の駅
南京地下鉄
■1号線
燕子磯駅- 吉祥庵駅 - 暁荘駅